# Shmuel Gonen
Shmuel "Gorodish" Gonen (1930 – 30. september 1991) var en israelsk general og chef for Sydkommandoen i den israelske hær i begyndelsen af Yom Kippur krigen.

## Tidlige år
Gonen blev født i Litauen og immigrerede til Palæstina med sin familie som treårig. Han gjorde tjeneste i Haganah fra 14-års alderen og deltog i slagene om Jerusalem under Israels uafhængighedskrig. Han blev såret fem gange.
Efter krigen forblev han i den israelske hær og steg i graderne i panserstyrkerne. Han havde kommandoen over et kampvognskompagni under Suezkrigen i 1956 og blev tildelt tapperhedsmedaljen. Han fik senere til opgave at integrere den nye Centurion kampvogn i styrken og havde senere kommandoen over den første bataljon med disse kampvogne.
I 1966 blev han udnævnt til chef for 7. pansrede brigade. Det var på denne post at han under Seksdageskrigen førte sine tropper fra Rafah frontfremspringet lige til Suezkanalen. Efter krigen holdt han en berømt tale med titlen: "Mine glorværdige brødre, som fortjener stort ry", som indeholdt den berømte sætning: "Vi så døden direkte i øjnene, og den slog øjnene ned."
I sin tid i hæren var Gonen ikke vellidt blandt sine underordnede, som anså hans metoder for at være urimelige og drakoniske. Han var kendt for at fastsætte særligt lave hastighedsgrænser for mændene i sin brigade, blot for selv at overtræde dem. Det blev også vist i en populær israelsk bog "חשופים בצריח" ("Chasufim Batzariach", "Udsat i tårnet"), at han med overlæg lod sine mænd falde igennem inspektion og derpå straffede dem for det. Han var alt for striks og uddelte ofte hårde straffe til soldater, som blev anklaget for mindre forseelser, såsom at have undladt at pudse støvler. Hans underordnede søgte ofte om at blive flyttet til andre enheder.
I marts 1968 havde Gonen kommandoen over den fejlslagne offensiv Slaget ved Karameh i Jordan, hvore Yasser Arafat og PLO havde deres base. Alligevel fortsatte han med at stige i graderne, og den 15. juli 1973 efterfulgte han Ariel Sharon som chef for Sydkommandoen.

## Yom Kippur krigen og Agranat kommissionen
Gonens svar på det ægyptiske angreb i Yom Kippur krigen og hans handlinger i de første dage af krigen (kulminerende med det katastrofale angreb på Hizayon den 8. oktober) blev anset for et nederlag af hærens generalstab, og han blev den 10. oktober udskiftet med Haim Bar-Lev. Agranat kommissionen, som undersøgte begivenhederne som førte op til krigen skrev om ham at:
| Citat | Han opfyldte ikke sine pligter tilfredsstillende, og bærer en stor del af ansvaret for den farlige situation hvori vore tropper blev placeret | Citat |
|       | |       |

Han blev fjernet fra alle poster efter at kommissionen udgav sin foreløbige rapport, men det blev ændret da den endelige rapport blev udsendt, og Gonen fik en ny stilling ved generalstaben. Både i medierne og i offentligheden blev han imidlertid anset for ansvarlig for mange af fiaskoerne i krigen.

## Efter krigen
Gonen tog sin afsked fra hæren i 1974 og tog til Afrika, hvor han gik i gang med at drive forretning. Han vendte aldrig tilbage til Israel bortset fra korte besøg.
Da han skrev om Gonen i sin omfattende bog om krigen, skrev Abraham Rabinovich:
| Citat                                  | Den mest tragiske figur i det israelske militære hierarki efter krigen var Shmuel Gonen. Vanæren ved at blive udskiftet som hærfører på sydfronten midt under krigen blev forøget ved at han blev tvunget til at forlade hæren efter den endelige Agranat Rapport. Selv om de ledende kredse i det israelske samfund i reglen finder passende stillinger til pensionerede generaler blev han ikke tilbudt nogen. Gonen mente, at Moshe Dayan var ansvarlig for at han var faldet i unåde, og han sagde til journalister, at han havde overvejet at gå ind på Dayans kontor og skyde ham. I stedet tilbragte han 13 år i junglen i den Centralafrikanske republik på jagt efter diamanter, men det formål, sagde han, at blive tilstrækkelig velhavende, til at kunne hyre de bedste advokater i Israel til at bevise, at Agranat rapporten tog fejl og rense sit navn. Han skabte og mistede efter sigende en eller to formuer, men afslog appeller fra sin familie og venner om at opgive sin fikse ide. En journalist, som besøgte ham i junglen efter ni år fandt ham noget mere afdæmpet, selvoptaget og ikke uden sarkastisk humor, og han fyldte stadig sin tale med citater fra Talmud. Den hårde soldat lod til at være tilfreds med at klare de brutale udfordringer i junglen frem for at nære sin forurettelse på cafeerne i Tel Aviv. Nogle så det som en form for soning. Han døde af et hjerteanfald i 1991 under en af sine regelmæssige rejser til Europa. Blandt de få egendele, som blev returneret til familien, var kort over Sinai, hvor han tilsyneladende igen havde udkæmpet krigen under sit eksil i junglen og et eksemplar af en kabbalistisk bog, hvori den tidligere yeshiva studerende måske har søgt forklaringer på katastrofen, der havde ramt ham udover det som kort kunne forklare. | Citat |
| Rabinovich, The Yom Kippur War, p. 506 | |       |

I et interview med avisen Maariv den 7. august 2003 afslørede hans personlige assistent Amir Porat, at Gonen overvejede at snigmyrde Moshe Dayan efter krigen, og at han til stadighed levede i frygt for, at han på en eller anden måde skulle "forsvinde". Igennem hele sin militære karriere blev han anset for at være en tilhænger af streng disciplin, politisk højreorienteret og en militarist.
Hans tragiske livshitorie var genstand for et stykke, Gorodish, af den israelske forfatter Hillel Mittelpunkt.